# Forța Democrată din România
Forța Democrată din România, cunoscută și ca Forța Democrată, a fost o formațiune politică din România, fără reprezentare parlamentară, înființată și condusă de Petre Roman.
Partidul a fost desființat prin hotărâre judecătorească pe data de 27 iunie 2013.